# Liste der FDP-Bundesparteitage
Die Liste der FDP-Bundesparteitage enthält alle Bundesparteitage der Freien Demokratischen Partei, untergliedert in die ordentlichen und die außerordentlichen Bundesparteitage sowie die Bundesvertreterversammlungen, Europatage und Europaparteitage.
Zwischen den Bundesparteitagen versammelte sich als sog. „Kleiner Parteitag“ in den Jahren von 1949 bis 1994 der FDP-Bundeshauptausschuss; 1997 wurde dieses Gremium aus der Satzung gestrichen.

## Ordentliche Bundesparteitage (bis zur Vereinigung 1990)

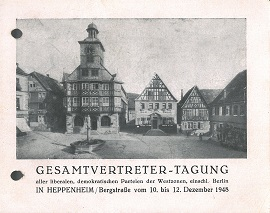
Einladungskarte für den FDP-Gründungsparteitag in Heppenheim, 1948

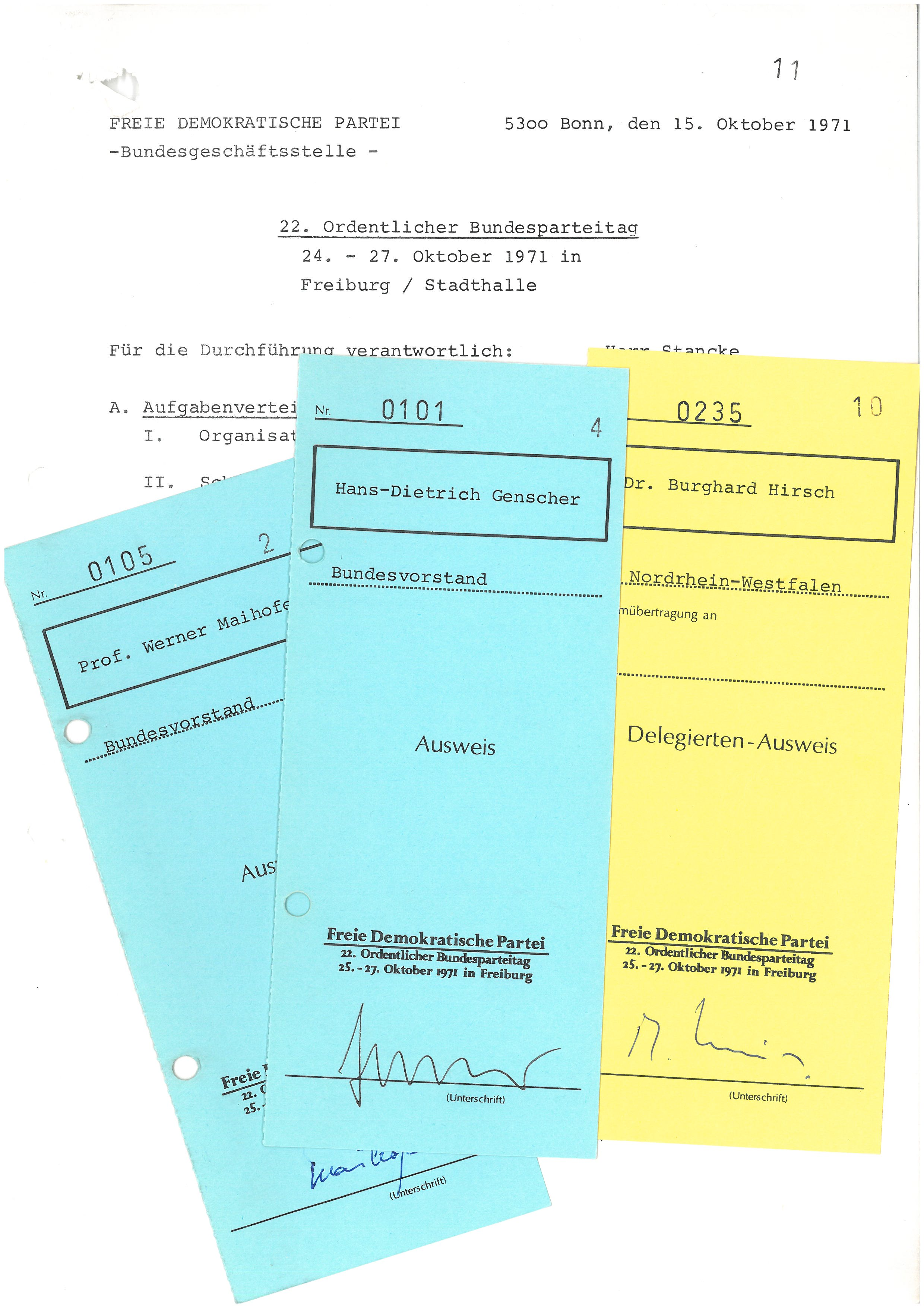
Tagungsunterlagen (Einladung, Stimmkarten) vom FDP-Bundesparteitag in Freiburg, 1971

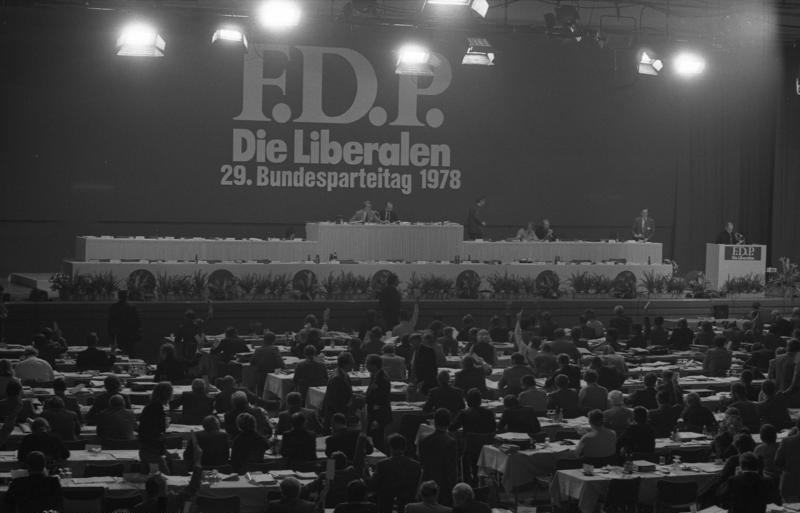
FDP-Bundesparteitag in Mainz, 1978

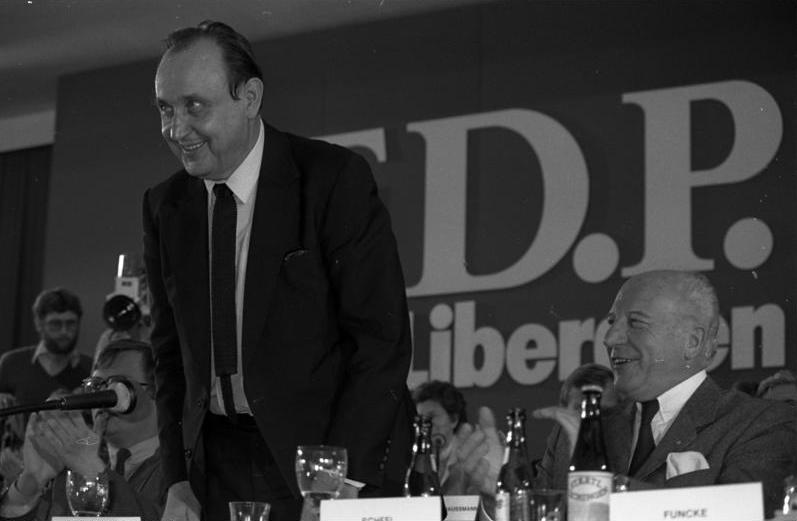
Hans-Dietrich Genscher und Walter Scheel auf dem FDP-Bundesparteitag in Köln, 1981

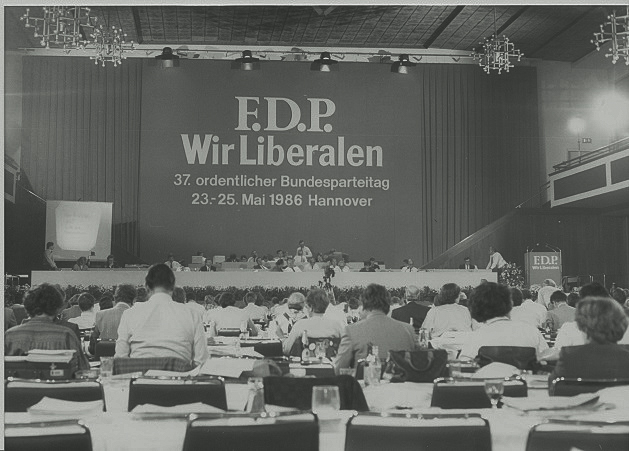
FDP-Bundesparteitag in Hannover, 1986

| Nr.                 | Datum                           | Ort               | Zusammenfassung |
| ------------------- | ------------------------------- | ----------------- | --- |
| Gründungsparteitag  | 11.–12. Dezember 1948           | Heppenheim        | Zusammenschluss aller 13 liberalen Landesverbände der drei westlichen Besatzungszonen zur FDP. Verabschiedung der „Heppenheimer Proklamation“. Wahl von Theodor Heuss zum Vorsitzenden und von Franz Blücher zum Stellvertreter.                                      |
| 1. Bundesparteitag  | 10.–12. Juni 1949               | Bremen            | „Wahlparteitag“ vor der Bundestagswahl 1949. Verabschiedung der „Bremer Plattform“. |
| 2. Bundesparteitag  | 29.–30. April 1950              | Düsseldorf        | Erster Bundesparteitag unter dem neuen Vorsitzenden Franz Blücher, dem Nachfolger des im September 1949 zum Bundespräsidenten gewählten Theodor Heuss. Wahl von Hermann Schäfer zum stellvertretenden Vorsitzenden. Verabschiedung der „Leitsätze zur Kulturpolitik“. |
| 3. Bundesparteitag  | 18.–23. September 1951          | München           | Beschlüsse zur Amnestie von Kriegsverbrechern und zur Neugliederung des Bundesgebietes. |
| 4. Bundesparteitag  | 18.–22. November 1952           | Bad Ems           | Flügelstreit in der FDP endet mit einem Kompromiss. |
| 5. Bundesparteitag  | 3.–5. März 1954                 | Wiesbaden         | Wahl von Thomas Dehler anstelle von Franz Blücher zum Vorsitzenden und von Friedrich Middelhauve, Hermann Schäfer und Carl-Hubert Schwennicke zu stellvertretenden Vorsitzenden.                                                                                      |
| 6. Bundesparteitag  | 25.–26. März 1955               | Oldenburg         | Wahl von Wilhelm Nowack, Wolfgang Haußmann und Friedrich Middelhauve zu stellvertretenden Vorsitzenden. Diskussion über das Saarstatut. |
| 7. Bundesparteitag  | 20.–21. April 1956              | Würzburg          | Neuwahl des Bundesvorstandes. Wahl von Erich Mende, Wolfgang Haußmann und Oswald Adolph Kohut zu stellvertretenden Vorsitzenden. Verabschiedung der „Würzburger Entschließung“.                                                                                       |
| 8. Bundesparteitag  | 24.–26. Januar 1957             | Berlin            | Wahl von Reinhold Maier anstelle von Thomas Dehler zum Vorsitzenden und von Erich Mende, Oswald Adolph Kohut und Willy Max Rademacher zu stellvertretenden Vorsitzenden. Verabschiedung des „Berliner Programms“.                                                     |
| 9. Bundesparteitag  | 28.–29. März 1958               | Düsseldorf        | Neuwahl des Bundesvorstandes. Wahl von Erich Mende, Oswald Adolph Kohut und Bernhard Leverenz zu stellvertretenden Vorsitzenden. |
| 10. Bundesparteitag | 21.–23. Mai 1959                | Berlin            | Bestätigung des Vorsitzenden Reinhold Maier und seiner Stellvertreter Mende, Kohut und Leverenz in ihren Ämtern. |
| 11. Bundesparteitag | 28.–29. Januar 1960             | Stuttgart         | Wahl von Erich Mende anstelle von Reinhold Maier zum Vorsitzenden und von Oswald Kohut, Hans Lenz und Heinrich Schneider zu stellvertretenden Vorsitzenden. |
| 12. Bundesparteitag | 23.–25. März 1961               | Frankfurt am Main | Verabschiedung eines Aufrufs zur Bundestagswahl 1961. Beschlüsse „Für eine gesunde und leistungsfähige Landwirtschaft“ und „Gesunde Lebensführung in gesunder Umwelt“.                                                                                                |
| 13. Bundesparteitag | 23.–25. Mai 1962                | Düsseldorf        | Neuwahl des Bundesvorstandes. Wahl von Hans Lenz, Bernhard Leverenz und Wolfgang Döring zu stellvertretenden Vorsitzenden. Zwischenbilanz nach einem Jahr der Koalition mit der CDU sowie Diskussion über die Deutschlandpolitik nach dem Bau der Berliner Mauer.     |
| 14. Bundesparteitag | 1.–3. Juli 1963                 | München           | Vorlage des sogenannten Mischnick-Plans zur Rentenreform. |
| 15. Bundesparteitag | 1.–3. Juni 1964                 | Duisburg          | Neuwahl des Bundesvorstandes. Wahl von Willi Weyer, Ewald Bucher und Wolfgang Mischnick zu stellvertretenden Vorsitzenden. |
| 16. Bundesparteitag | 21.–23. März 1965               | Frankfurt am Main | Vorlage zur bildungspolitischen Situation in Westdeutschland durch Hildegard Hamm-Brücher. |
| 17. Bundesparteitag | 6.–7. Juni 1966                 | Nürnberg          | Neuwahl des Bundesvorstandes mit Bestätigung des bisherigen. Diskussion über die Ost-, Deutschland- und Steuerpolitik sowie über den Fortbestand der Koalition mit der CDU/CSU.                                                                                       |
| 18. Bundesparteitag | 3.–5. April 1967                | Hannover          | Verabschiedung der „Ziele des Fortschritts. Aktionsprogramm der Freien Demokratischen Partei (107 Thesen)“. |
| 19. Bundesparteitag | 29.–31. Januar 1968             | Freiburg          | Wahl von Walter Scheel anstelle von Erich Mende zum Vorsitzenden und von Hans-Dietrich Genscher, Wolfgang Mischnick und Hermann Müller zu stellvertretenden Vorsitzenden. Rededuell von Ralf Dahrendorf mit Rudi Dutschke.                                            |
| 20. Bundesparteitag | 23.–25. Juni 1969               | Nürnberg          | Verabschiedung der „Nürnberger Wahlplattform“, dem Programm für die Bundestagswahl 1969. |
| 21. Bundesparteitag | 22.–24. Juni 1970               | Bonn              | Neuwahl des Bundesvorstandes mit Bestätigung des bisherigen. |
| 22. Bundesparteitag | 25.–27. Oktober 1971            | Freiburg          | Verabschiedung der „Freiburger Thesen“. Wahl des ersten Generalsekretärs Karl-Hermann Flach. |
| 23. Bundesparteitag | 23.–25. Oktober 1972            | Freiburg          | Neuwahl des Bundesvorstandes. Wahl von Hans-Dietrich Genscher, Hildegard Hamm-Brücher und Wolfgang Mischnick zu stellvertretenden Vorsitzenden. |
| 24. Bundesparteitag | 12.–14. November 1973           | Wiesbaden         | Verabschiedung der „Wiesbadener Leitlinien liberaler Medienpolitik“. |
| 25. Bundesparteitag | 30. September – 2. Oktober 1974 | Hamburg           | Wahl von Hans-Dietrich Genscher anstelle von Walter Scheel als Vorsitzender und von Wolfgang Mischnick, Hildegard Hamm-Brücher und Hans Friderichs zu stellvertretenden Vorsitzenden. Verabschiedung des Papiers „Freie Kirche im Freien Staat“.                      |
| 26. Bundesparteitag | 27.–29. Oktober 1975            | Mainz             | Verabschiedung der „Perspektiven liberaler Deutschlandpolitik“. |
| 27. Bundesparteitag | 19.–20. November 1976           | Frankfurt am Main | Neuwahl des Bundesvorstandes. Wahl von Hans Friderichs, Wolfgang Mischnick und Uwe Ronneburger zu stellvertretenden Vorsitzenden. Verabschiedung eines Papiers zur Gesundheitspolitik.                                                                                |
| 28. Bundesparteitag | 6.–8. November 1977             | Kiel              | Verabschiedung der „Kieler Thesen“ und eines Beschlusses zur Energiepolitik. |
| 29. Bundesparteitag | 12.–14. November 1978           | Mainz             | Neuwahl des Bundesvorstandes. Wahl von Liselotte Funcke, Wolfgang Mischnick und Uwe Ronneburger zu stellvertretenden Vorsitzenden. Verabschiedung eines „Programms zur Gleichberechtigung“.                                                                           |
| 30. Bundesparteitag | 15.–17. Juni 1979               | Bremen            | Verabschiedung des Papieres „F.D.P. und Umweltschutz“. |
| 31. Bundesparteitag | 5.–6. Dezember 1980             | München           | Neuwahl des Bundesvorstandes mit Bestätigung des bisherigen. Beschlüsse zum Thema „Bundeswehr und Gesellschaft“ und zur Friedens- und Entspannungspolitik. |
| 32. Bundesparteitag | 29.–31. Mai 1981                | Köln              | Verabschiedung von Papieren zur „Politik für Frieden und Sicherheit“, zur „Umweltpolitik für die 80er Jahre“ sowie eines „Anti-Drogenprogramms der F.D.P.“. |
| 33. Bundesparteitag | 5.–7. November 1982             | Berlin            | Neuwahl des Bundesvorstandes. Wahl von Gerhart Baum, Wolfgang Mischnick und Jürgen Morlok zu stellvertretenden Vorsitzenden. Parteitag kurz nach dem Ende der sozial-liberalen Koalition mit Austritten einiger prominenter Mitglieder.                               |
| 34. Bundesparteitag | 18.–20. November 1983           | Karlsruhe         | Verabschiedung eines Papieres zur „Friedens- und Sicherheitspolitik für die 80er Jahre“. |
| 35. Bundesparteitag | 1.–3. Juni 1984                 | Münster           | Neuwahl des Bundesvorstandes mit Bestätigung des bisherigen. Verabschiedung von zehn Thesen zur europäischen Einigung sowie eines Papiers zur Beschäftigungspolitik.                                                                                                  |
| 36. Bundesparteitag | 23.–24. Februar 1985            | Saarbrücken       | Wahl von Martin Bangemann anstelle von Hans-Dietrich Genscher zum Vorsitzenden. Verabschiedung des „Liberalen Manifests“. |
| 37. Bundesparteitag | 23.–25. Mai 1986                | Hannover          | Neuwahl des Bundesvorstandes. Wahl von Gerhart Baum, Wolfgang Gerhardt und Jürgen Morlok zu stellvertretenden Vorsitzenden. Verabschiedung von Papieren zu den Schwerpunkten liberaler Außen-, Deutschland-, Sicherheits-, Europa- und Entwicklungspolitik.           |
| 38. Bundesparteitag | 5.–6. September 1987            | Kiel              | Verabschiedung eines Papieres „Zur Wahrung des inneren Friedens“. |
| 39. Bundesparteitag | 7.–8. Oktober 1988              | Wiesbaden         | Wahl von Otto Graf Lambsdorff anstelle von Martin Bangemann zum Vorsitzenden und von Irmgard Adam-Schwaetzer, Gerhart Baum und Wolfgang Gerhardt zu stellvertretenden Vorsitzenden. Verabschiedung der „Wiesbadener Erklärung“.                                       |
| 40. Bundesparteitag | 27.–28. Mai 1989                | Köln              | Verabschiedung eines Papieres „Das Europa der Zukunft“. |

## Ordentliche Bundesparteitage (ab der Vereinigung)

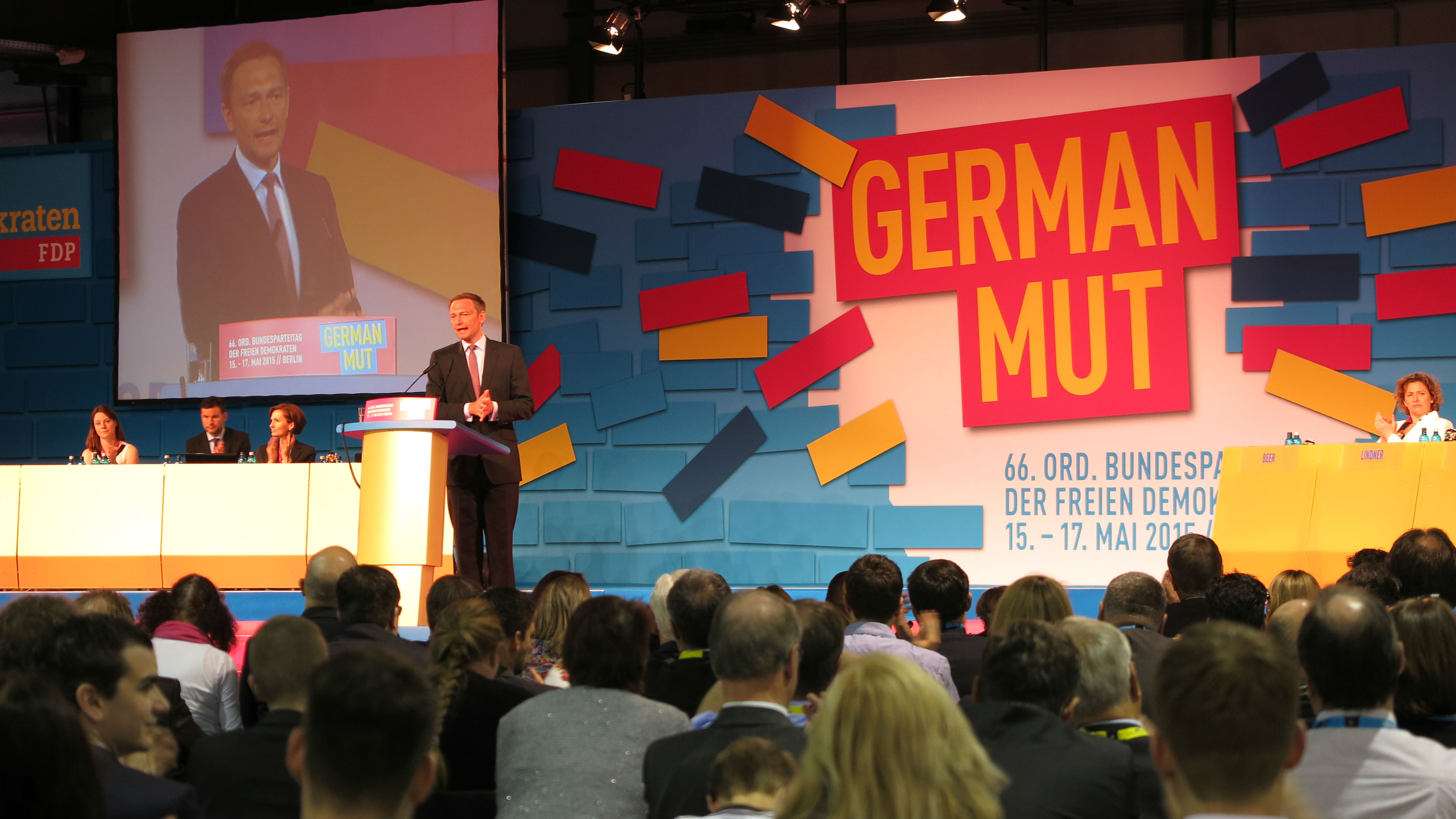
66. Bundesparteitag der FDP in Berlin, Motto „German Mut“, 2015

| Nr.                 | Datum                  | Ort                          | Zusammenfassung |
| ------------------- | ---------------------- | ---------------------------- | --- |
| 41. Bundesparteitag | 29.–30. September 1990 | Nürnberg                     | Verabschiedung des „Aktionsprogramms“ zur Bundestagswahl 1990. |
| 42. Bundesparteitag | 1.–3. November 1991    | Suhl                         | Bestätigung von Otto Graf Lambsdorff als Vorsitzender und Wahl von Uwe-Bernd Lühr zum neuen Generalsekretär. |
| 43. Bundesparteitag | 2.–3. Oktober 1992     | Bremen                       | Neuwahl des Bundesvorstandes. Wahl von Irmgard Adam-Schwaetzer, Rainer Ortleb und Wolfgang Gerhardt zu stellvertretenden Vorsitzenden. |
| 44. Bundesparteitag | 11.–13. Juni 1993      | Münster                      | Wahl von Klaus Kinkel anstelle von Otto Graf Lambsdorff zum Vorsitzenden. |
| 45. Bundesparteitag | 3.–5. Juni 1994        | Rostock                      | Verabschiedung des Programms für die Bundestagswahl 1994. |
| 46. Bundesparteitag | 9.–11. Juni 1995       | Mainz                        | Wahl von Wolfgang Gerhardt anstelle von Klaus Kinkel zum Vorsitzenden. Jürgen W. Möllemann war Gegenkandidat. |
| 47. Bundesparteitag | 7.–9. Juni 1996        | Karlsruhe                    | Vorlage des Entwurfs für ein neues Grundsatzprogramm. |
| 48. Bundesparteitag | 23.–25. Mai 1997       | Wiesbaden                    | Neuwahl des Bundesvorstandes. Wahl von Rainer Brüderle, Cornelia Pieper und Cornelia Schmalz-Jacobsen zu stellvertretenden Vorsitzenden. Verabschiedung der „Wiesbadener Grundsätze“.                                                                        |
| 49. Bundesparteitag | 26.–28. Juni 1998      | Leipzig                      | Verabschiedung des Programms für die Bundestagswahl 1998. |
| 50. Bundesparteitag | 28.–30. Mai 1999       | Bremen                       | Neuwahl des Bundesvorstandes. Wahl von Sabine Leutheusser-Schnarrenberger, Jürgen Möllemann und Günter Rexrodt zu stellvertretenden Vorsitzenden. |
| 51. Bundesparteitag | 16.–17. Juni 2000      | Nürnberg                     | Beschlüsse für eine Direktwahl des Bundespräsidenten und eine stärkere Bürgerbeteiligung. |
| 52. Bundesparteitag | 4.–6. Mai 2001         | Düsseldorf                   | Neuwahl des Bundesvorstandes. Wahl von Guido Westerwelle anstelle von Wolfgang Gerhardt zum Vorsitzenden und von Rainer Brüderle, Walter Döring und Jürgen Möllemann zu stellvertretenden Vorsitzenden.                                                      |
| 53. Bundesparteitag | 10.–12. Mai 2002       | Mannheim                     | Verabschiedung des Programms für die Bundestagswahl 2002. |
| 54. Bundesparteitag | 16.–17. Mai 2003       | Bremen                       | Neuwahl des Bundesvorstandes. Wahl von Rainer Brüderle, Walter Döring und Andreas Pinkwart zu stellvertretenden Vorsitzenden. |
| 55. Bundesparteitag | 5.–6. Juni 2004        | Dresden                      | Verabschiedung von „Zehn liberalen Leitsätzen zum transatlantischen Verhältnis“ und Beschluss zum Aussetzen der Wehrpflicht. |
| 56. Bundesparteitag | 5.–7. Mai 2005         | Köln                         | Neuwahl des Bundesvorstandes. Wahl von Rainer Brüderle, Cornelia Pieper und Andreas Pinkwart zu stellvertretenden Vorsitzenden. |
| 57. Bundesparteitag | 14.–15. Mai 2006       | Rostock                      | Beschluss zur Umweltpolitik. |
| 58. Bundesparteitag | 15.–17. Juni 2007      | Stuttgart                    | Neuwahl des Bundesvorstandes. Bestätigung von Rainer Brüderle, Cornelia Pieper und Andreas Pinkwart als stellvertretende Vorsitzende. |
| 59. Bundesparteitag | 31. Mai – 1. Juni 2008 | München                      | Beschlüsse zur Abstimmung von Steuersystem und Sozialleistungen sowie zur Einführung eines Bürgergeldes. |
| 60. Bundesparteitag | 15.–17. Mai 2009       | Hannover                     | Neuwahl des Bundesvorstandes. Verabschiedung des Programms für die Bundestagswahl 2009. |
| 61. Bundesparteitag | 24.–25. April 2010     | Köln                         | Wahl von Christian Lindner anstelle von Dirk Niebel zum neuen Generalsekretär. |
| 62. Bundesparteitag | 13.–15. Mai 2011       | Rostock                      | Neuwahl des Bundesvorstandes. Wahl von Philipp Rösler anstelle von Guido Westerwelle zum Vorsitzenden und von Sabine Leutheusser-Schnarrenberger, Birgit Homburger, Holger Zastrow zu stellvertretenden Vorsitzenden.                                        |
| 63. Bundesparteitag | 20.–22. April 2012     | Rheinstetten (bei Karlsruhe) | Verabschiedung der „Karlsruher Freiheitsthesen“. |
| 64. Bundesparteitag | 9.–10. März 2013       | Berlin                       | Motto des Parteitages: „Damit Deutschland vorn bleibt“. Neuwahl des Bundesvorstandes. Wahl von Sabine Leutheusser-Schnarrenberger, Christian Lindner und Holger Zastrow zu stellvertretenden Vorsitzenden.                                                   |
| 65. Bundesparteitag | 10.–11. Mai 2014       | Dresden                      | Beschluss über ein Rentenkonzept. |
| 66. Bundesparteitag | 15.–17. Mai 2015       | Berlin                       | Motto des Parteitages: „German Mut“. Neuwahl des Bundesvorstandes. Wahl von Wolfgang Kubicki, Marie-Agnes Strack-Zimmermann und Katja Suding zu stellvertretenden Vorsitzenden.                                                                              |
| 67. Bundesparteitag | 23.–24. April 2016     | Berlin                       | Motto des Parteitages: „Beta Republik Deutschland“. |
| 68. Bundesparteitag | 28.–30. April 2017     | Berlin                       | Motto des Parteitages: „Schauen wir nicht länger zu“. Neuwahl des Bundesvorstandes. Bestätigung von Wolfgang Kubicki, Marie-Agnes Strack-Zimmermann und Katja Suding als stellvertretende Vorsitzende. Verabschiedung des Programms zur Bundestagswahl 2017. |
| 69. Bundesparteitag | 12.–13. Mai 2018       | Berlin                       | Motto des Parteitages: „Innovation Nation“. |
| 70. Bundesparteitag | 26.–28. April 2019     | Berlin                       | Motto des Parteitages: „Ein Land wächst mit seinen Menschen“. Neuwahl des Bundesvorstandes. Wahl von Wolfgang Kubicki, Nicola Beer und Katja Suding zu stellvertretenden Vorsitzenden und von Linda Teuteberg zur Generalsekretärin.                         |
| 71. Bundesparteitag | 19. September 2020     | Berlin                       | Ursprünglich war 16. bis 17. Mai 2020 geplant. Dieser Termin wurde auf Grund der COVID-19-Pandemie verschoben. |
| 72. Bundesparteitag | 14.–16. Mai 2021       | Berlin/digital               | Auf Grund der COVID-19-Pandemie fand der Parteitag als Online-Veranstaltung statt. |
| 73. Bundesparteitag | 23.–24. April 2022     | Berlin                       | |
| 74. Bundesparteitag | 21.–23. April 2023     | Station Berlin               | |
| 75. Bundesparteitag | 27.–28. April 2024     | Station Berlin               | |
| 76. Bundesparteitag | 16.–17. Mai 2025       | Estrel Berlin                | Wahl von Christian Dürr zum neuen Bundesvorsitzenden. |

## Außerordentliche Bundesparteitage und Wahlkongresse

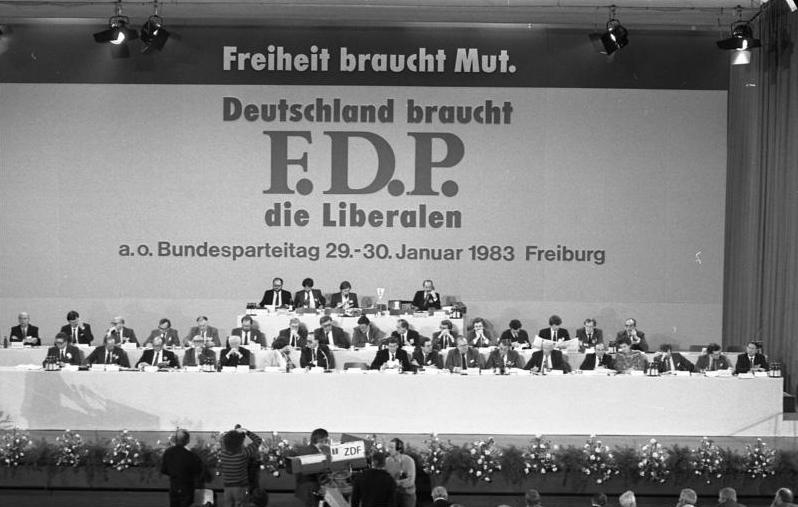
a.o. Bundesparteitag in Freiburg, 1983

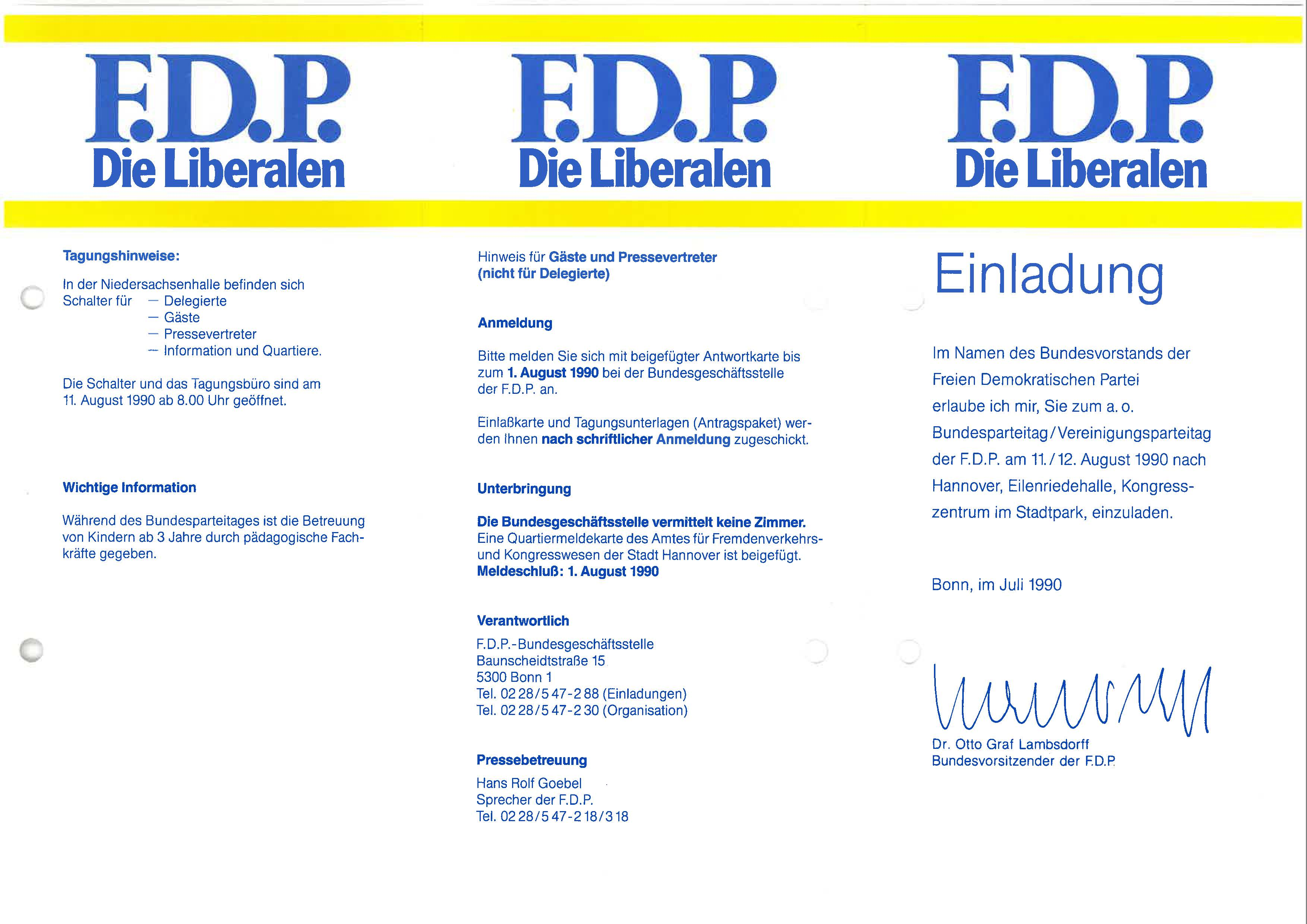
Einladung „Vereinigungsparteitag“ 1990, Seite 1

| Nr.                                                    | Datum                 | Ort                  | Zusammenfassung |
| ------------------------------------------------------ | --------------------- | -------------------- | --- |
| Außerordentlicher FDP-Bundesparteitag 1952             | 12.–13. Juli 1952     | Essen                | Diskussion über die Koalitionsmöglichkeiten der FDP im Bund und in den Ländern. |
| Außerordentlicher FDP-Bundesparteitag 1953             | 26.–28. Juni 1953     | Lübeck               | Verabschiedung des Programms für die Bundestagswahl 1953. |
| Außerordentlicher FDP-Bundesparteitag 1957             | 5.–6. Juni 1957       | Hamburg              | Wahlkongress zur Verabschiedung des Aktionsprogramms für die Bundestagswahl 1957. |
| Außerordentlicher FDP-Bundesparteitag 1961             | 25. August 1961       | Hannover             | Wahlkongress und Verabschiedung der „Berlin-Erklärung“ zum Bau der Berliner Mauer. |
| Außerordentlicher FDP-Bundesparteitag 1965             | 2. September 1965     | Essen                | Wahlkongress zur Vorbereitung der Bundestagswahl 1965. |
| Außerordentlicher FDP-Bundesparteitag 1976             | 30.–31. Mai 1976      | Freiburg im Breisgau | Verabschiedung des Programms für die Bundestagswahl 1976. |
| Außerordentlicher FDP-Bundesparteitag 1980             | 5.–6. Juni 1980       | Freiburg im Breisgau | Verabschiedung des Programms für die Bundestagswahl 1980. |
| Außerordentlicher FDP-Bundesparteitag 1983             | 29.–30. Januar 1983   | Freiburg im Breisgau | Verabschiedung der „Wahlaussage“ für die Bundestagswahl 1983 und Verabschiedung eines Antrages zu Jugendarbeit der Partei. |
| Außerordentlicher FDP-Bundesparteitag 1986             | 21.–22. November 1986 | Mainz                | Verabschiedung eines Wahlaufrufs zur Bundestagswahl 1987. |
| Außerordentlicher FDP-Bundesparteitag 1987             | 9. Dezember 1987      | Mannheim             | Verabschiedung eines Papieres „Zur Sicherung des inneren Friedens“. |
| Außerordentlicher FDP-Bundesparteitag 1990             | 11. August 1990       | Hannover             | Vorbereitung des „Vereinigungsparteitages“ im Anschluss. |
| Vereinigungsparteitag der FDP 1990                     | 11.–12. August 1990   | Hannover             | „Vereinigungsparteitag“ von FDP, Bund Freier Demokraten, Deutsche Forumpartei und Freie Demokratische Partei der DDR. Neuwahl des Bundesvorstandes. Wahl von Gerhart Baum, Wolfgang Gerhardt, Rainer Ortleb, Bruno Menzel und Irmgard Adam-Schwaetzer zu stellvertretenden Vorsitzenden. |
| Außerordentlicher FDP-Bundesparteitag 1994 (September) | 4. September 1994     | Nürnberg             | Vorbereitung auf die bevorstehende Bundestagswahl. |
| Außerordentlicher FDP-Bundesparteitag 1994 (Dezember)  | 11.–12. Dezember 1994 | Gera                 | Wahl von Guido Westerwelle zum Generalsekretär. |
| Außerordentlicher FDP-Bundesparteitag 1998 (April)     | 19. April 1998        | Berlin               | Diskussion zum Thema „Zukunft der Arbeit in Deutschland“. |
| Außerordentlicher FDP-Bundesparteitag 1998 (August)    | 29. August 1998       | Bonn                 | Vorbereitung auf die bevorstehende Bundestagswahl. |
| Außerordentlicher FDP-Bundesparteitag 2000             | 17. September 2000    | Berlin               | Beschluss zur Aussetzung der Wehrpflicht. |
| Außerordentlicher FDP-Bundesparteitag 2002             | 8. September 2002     | Berlin               | Vorbereitung auf die bevorstehende Bundestagswahl. |
| Außerordentlicher FDP-Bundesparteitag 2005             | 11. September 2005    | Berlin               | Vorbereitung auf die bevorstehende (vorgezogene) Bundestagswahl und Verabschiedung eines Wahlaufrufs. |
| Außerordentlicher FDP-Bundesparteitag 2009 (September) | 20. September 2009    | Potsdam              | Entscheidung für eine schwarz-gelbe und gegen eine sogenannte Ampel-Koalition von SPD, Grünen und FDP eine Woche vor der Bundestagswahl. |
| Außerordentlicher FDP-Bundesparteitag 2009 (Oktober)   | 25. Oktober 2009      | Berlin               | Zustimmung zur Koalitionsvereinbarung und zu den Personalvorschlägen für die Ministerämter. |
| Außerordentlicher FDP-Bundesparteitag 2011             | 12.–13. November 2011 | Frankfurt am Main    | Diskussion über die „Euro-Krise“ und den Mitgliederentscheid. |
| Außerordentlicher FDP-Bundesparteitag 2013 (Mai)       | 3.–5. Mai 2013        | Nürnberg             | Verabschiedung des Programms für die Bundestagswahl 2013. |
| Außerordentlicher FDP-Bundesparteitag 2013 (Dezember)  | 7.–8. Dezember 2013   | Berlin               | Wahl von Christian Lindner anstelle von Philipp Rösler zum Vorsitzenden und von Uwe Barth, Wolfgang Kubicki und Marie-Agnes Strack-Zimmermann zu stellvertretenden Vorsitzenden. |
| Außerordentlicher FDP-Bundesparteitag 2017             | 17. September 2017    | Berlin               | Vorbereitung der Bundestagswahl am 24. September 2017. |
| Außerordentlicher FDP-Bundesparteitag 2020             | 19. September 2020    | Berlin               | Nachwahlen zum Bundesvorstand. |
| Außerordentlicher FDP-Bundesparteitag 2021             | 19. September 2021    | Berlin               | Aufruf zur Landtagswahl in Mecklenburg-Vorpommern 2021 und zur Wahl zum Abgeordnetenhaus von Berlin 2021 sowie Verabschiedung des Wahlaufrufs zur Bundestagswahl 2021. |
| Außerordentlicher FDP-Bundesparteitag 2025             | 9. Februar 2025       | Potsdam              | Aufruf zur Bürgerschaftswahl in Hamburg, Aufruf zu Bundestagswahl |

## Bundesvertreterversammlungen, Europatage und Europaparteitage
| Nr.                                 | Datum           | Veranstaltungshalle/ Ort                             | Zusammenfassung |
| ----------------------------------- | --------------- | ---------------------------------------------------- | --- |
| FDP-Bundesvertreterversammlung 1979 | 3. Februar 1979 | Kongress- und Veranstaltungszentrum Eurogress Aachen | Aufstellung der Liste zur Europawahl 1979 und Wahl von Martin Bangemann zum Spitzenkandidaten.                       |
| FDP-Bundesvertreterversammlung 1984 | 21. Januar 1984 | Leverkusen                                           | Aufstellung der Liste zur Europawahl 1984 und erneute Wahl von Martin Bangemann zum Spitzenkandidaten.               |
| FDP-Bundesvertreterversammlung 1988 | 9. Oktober 1988 | Rhein-Main-Hallen Wiesbaden                          | Aufstellung der Liste zur Europawahl 1989 und Wahl von Rüdiger von Wechmar zum Spitzenkandidaten.                    |
| FDP-Bundesvertreterversammlung 1994 | 22. Januar 1994 | Hannover                                             | Aufstellung der Liste zur Europawahl 1994 und Wahl von Uta Würfel zur Spitzenkandidatin.                             |
| FDP-Europatag 1999                  | 23. Januar 1999 | Congress Center der Messe Frankfurt am Main          | Verabschiedung des Programms für die Europawahl 1999 und Wahl von Helmut Haussmann zum Spitzenkandidaten.            |
| FDP-Europatag 2004 (Januar)         | 17. Januar 2004 | Saarbrücken                                          | Verabschiedung des Programms für die Europawahl 2004 und Wahl von Silvana Koch-Mehrin zur Spitzenkandidatin.         |
| FDP-Europatag 2004 (März)           | 28. März 2004   | Bundeshaus Bonn                                      | Wiederholung der Wahl vom Europatag am 17. Januar wegen eines Formfehlers.                                           |
| FDP-Europaparteitag 2009            | 17. Januar 2009 | Estrel Convention Center Berlin                      | Verabschiedung des Programms für die Europawahl 2009 und erneute Wahl von Silvana Koch-Mehrin zur Spitzenkandidatin. |
| FDP-Europaparteitag 2014            | 19. Januar 2014 | Maritim-Hotel Bonn                                   | Verabschiedung des Programms für die Europawahl 2014 und Wahl von Alexander Graf Lambsdorff zum Spitzenkandidaten.   |
| FDP-Europaparteitag 2019            | 27. Januar 2019 | STATION-Berlin Berlin                                | Wahl der Kandidaten, Verabschiedung des Wahlprogrammes zur Europawahl 2019                                           |
| FDP-Europaparteitag 2024            | 28. Januar 2024 | Berlin                                               | Wahl der Kandidaten, Verabschiedung des Wahlprogrammes zur Europawahl 2024                                           |

## Statistik
Verteilung der Bundesparteitage, Außerordentlichen Bundesparteitage, Wahlkongresse und Europaparteitag auf die Bundesländer
| Parteitag                                                     | Parteitag                                                     | Summe | BW | BY | BE | BB | HB | HH | HE | MV | NI | NW | RP | SL | SN | ST | SH | TH |
| ------------------------------------------------------------- | ------------------------------------------------------------- | ----- | -- | -- | -- | -- | -- | -- | -- | -- | -- | -- | -- | -- | -- | -- | -- | -- |
| Ordentliche Bundesparteitage                                  | bis 1990                                                      | 42    | 05 | 07 | 03 |    | 02 | 01 | 07 |    | 03 | 08 | 03 | 01 |    |    | 02 |    |
| Ordentliche Bundesparteitage                                  | ab 1990                                                       | 28    | 04 | 02 | 05 |    | 03 |    | 01 | 03 | 01 | 04 | 01 |    | 03 |    |    | 01 |
| Außerordentliche Bundesparteitage und Wahlkongresse           | Außerordentliche Bundesparteitage und Wahlkongresse           | 25    | 04 | 02 | 07 | 01 |    | 01 | 01 |    | 03 | 03 | 01 |    |    |    | 01 | 01 |
| Bundesvertreterversammlungen, Europatage und Europaparteitage | Bundesvertreterversammlungen, Europatage und Europaparteitage | 09    |    |    | 01 |    |    |    | 02 |    | 01 | 04 |    | 01 |    |    |    |    |
| Summe                                                         | Summe                                                         | 104   | 13 | 11 | 16 | 01 | 05 | 02 | 11 | 03 | 08 | 19 | 05 | 02 | 03 | 0- | 03 | 02 |

## Media von Bundesparteitagen

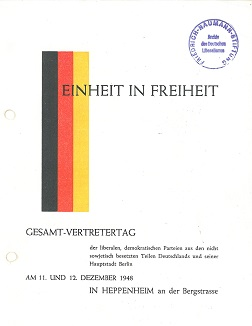
Programmheft zum Gründungsparteitag 1948 in Heppenheim
- Einladung zum Bundesparteitag 1950 in Düsseldorf
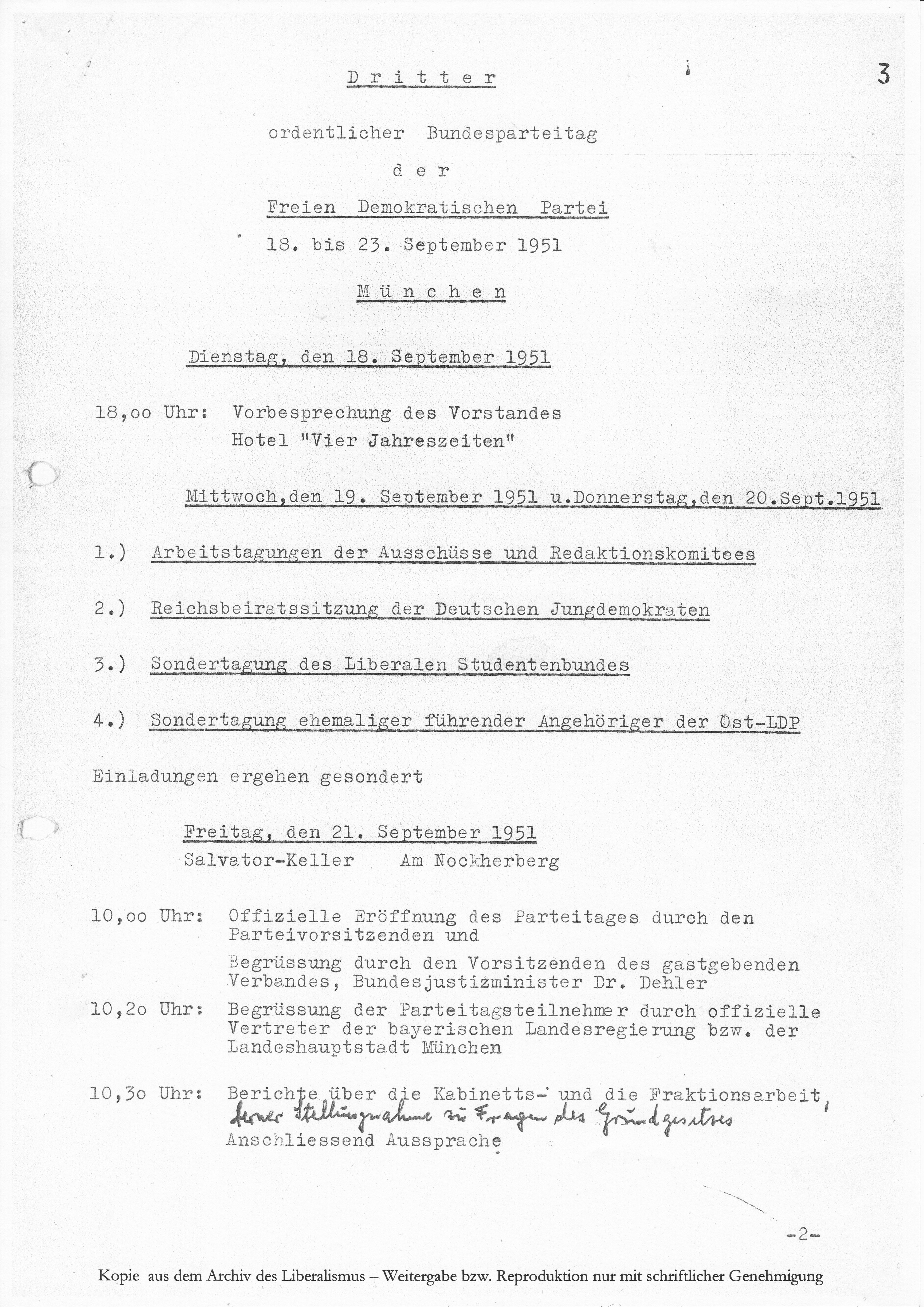
Tagungsablauf Bundesparteitag 1951 in München
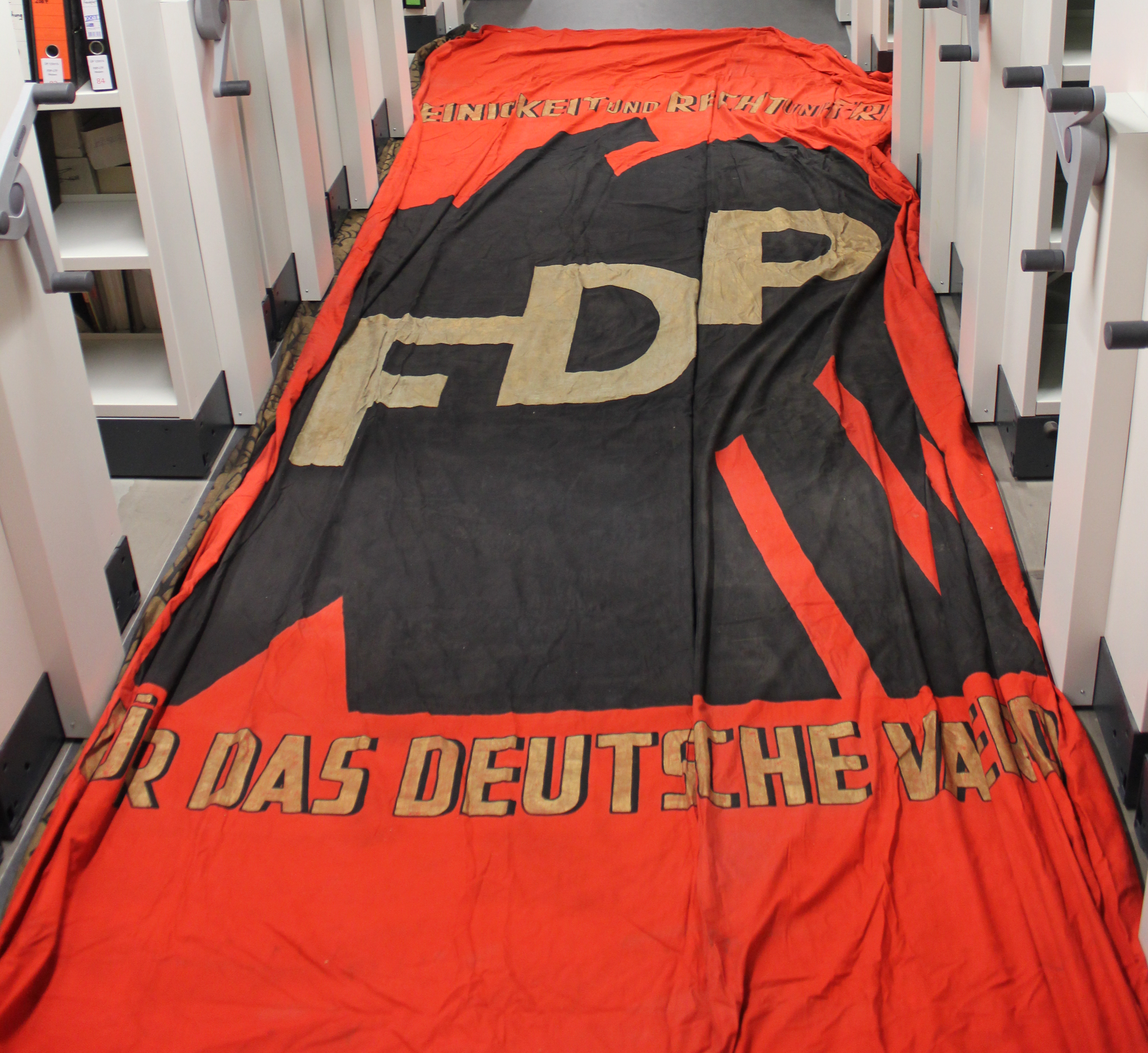
Flagge des a.o. Bundesparteitags 1953 in Lübeck
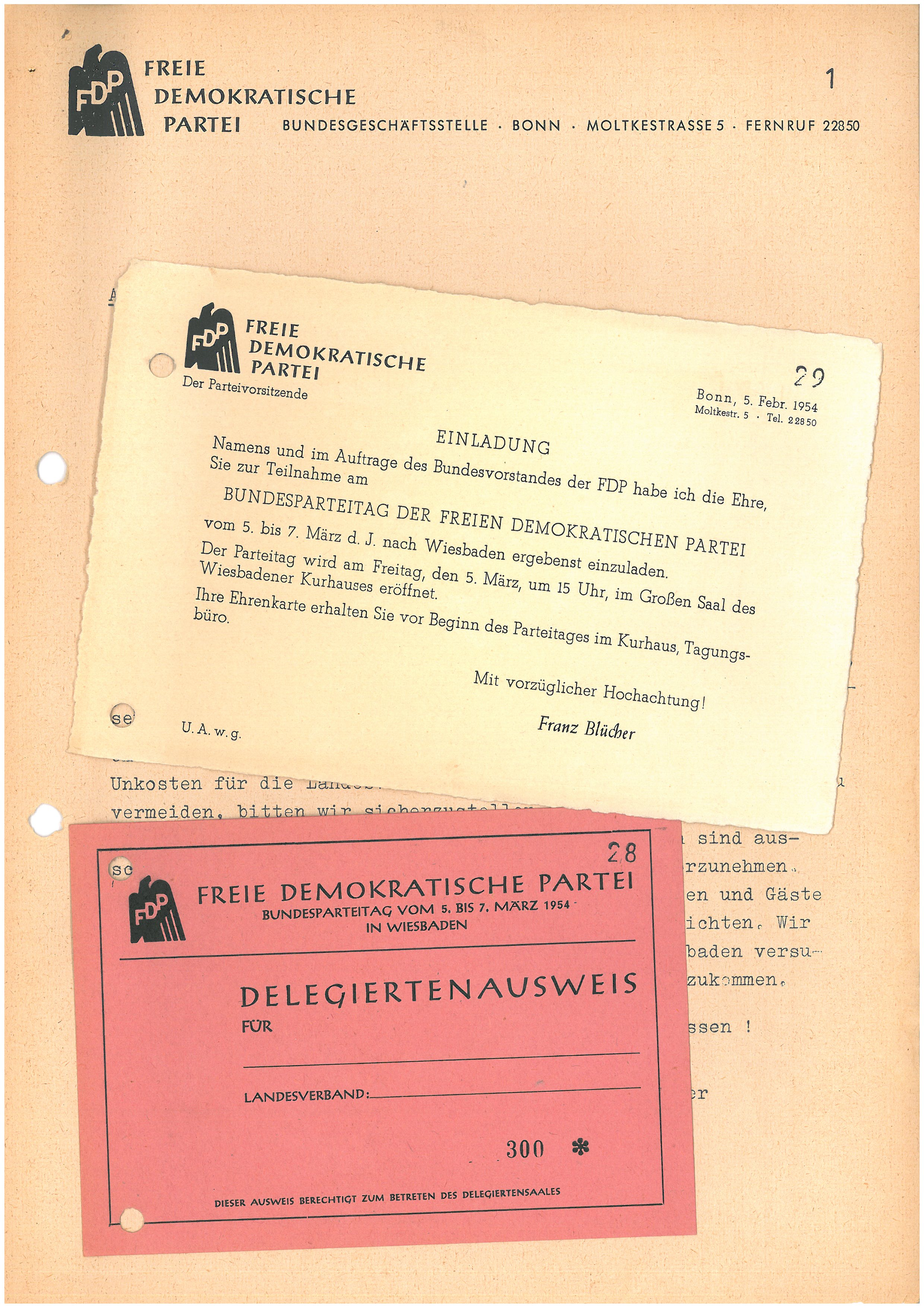
Einladung und Delegiertenkarte zum Bundesparteitag 1954 in Wiesbaden
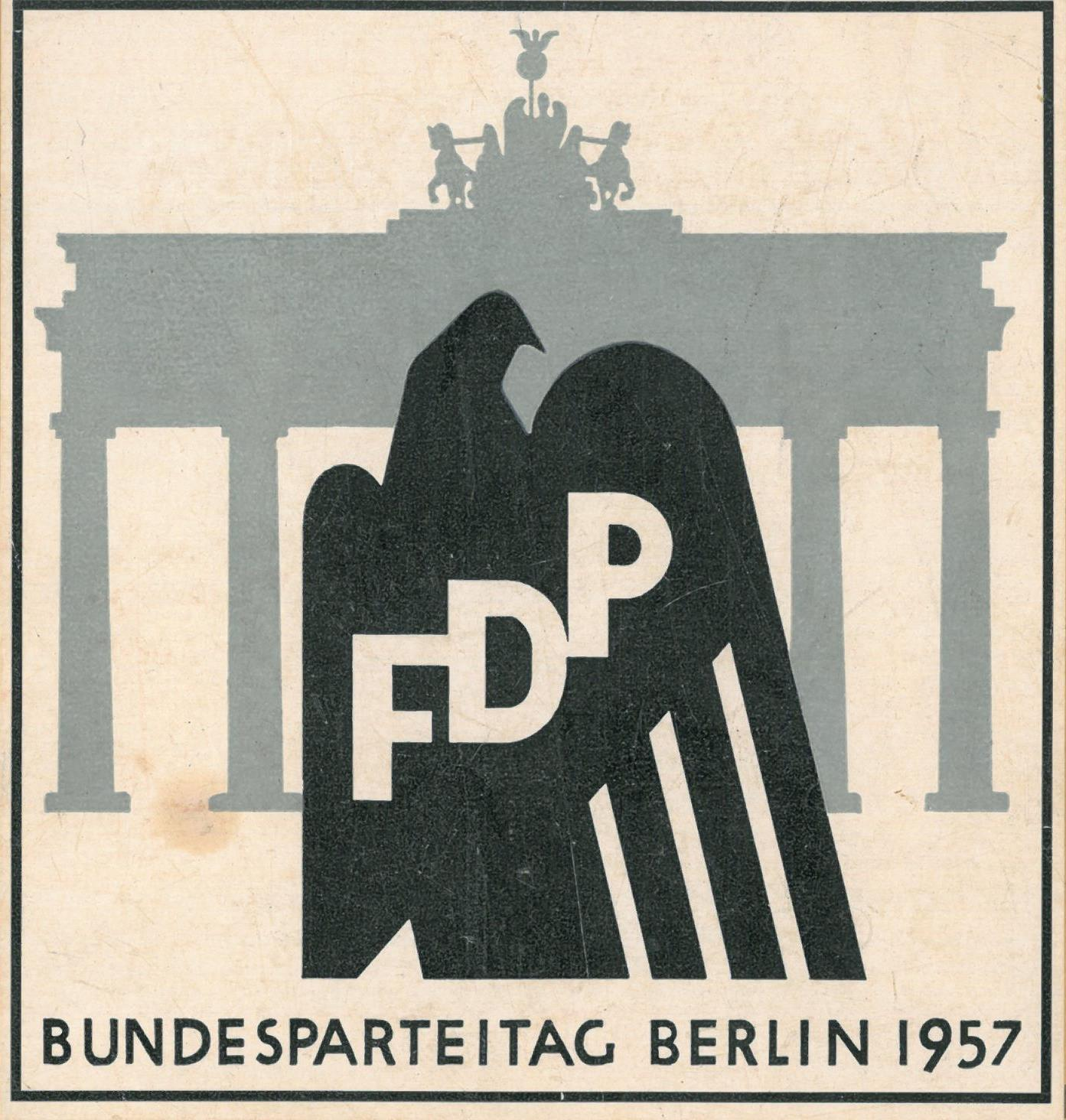
Logo des Bundesparteitags 1957 in Berlin
- Einladung zum Bundesparteitag 1969 in Nürnberg
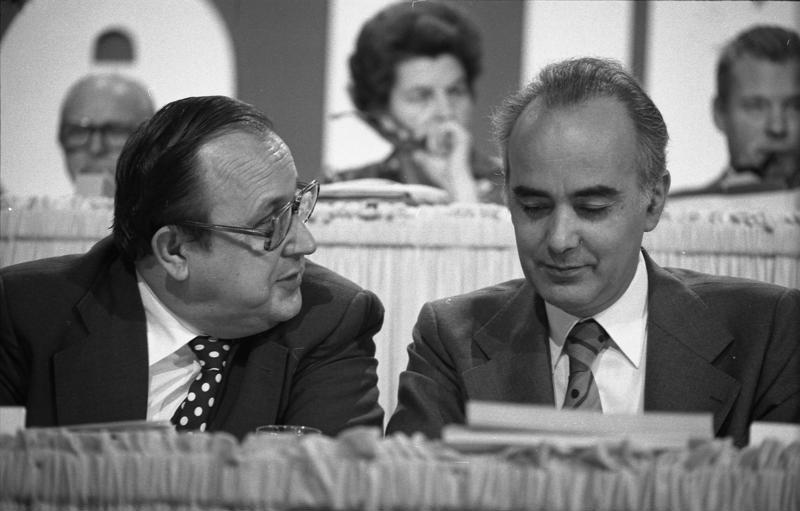
Bundesparteitag 1975 in Mainz: Genscher, Friderichs
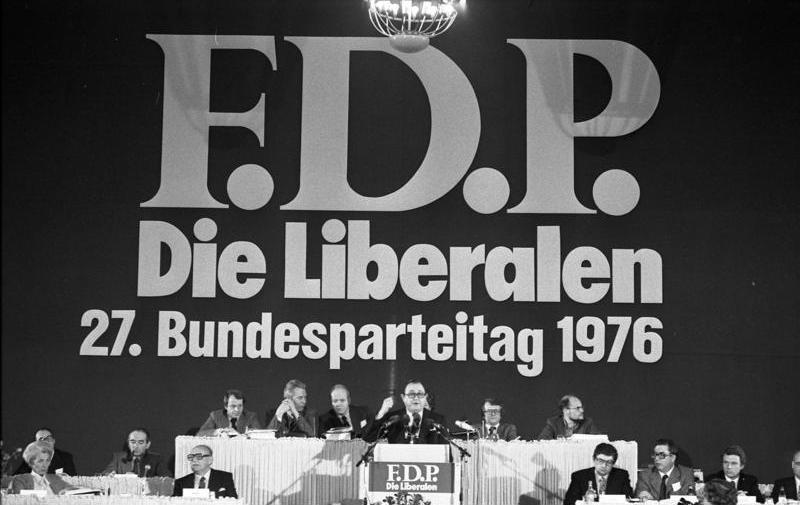
Bundesparteitag 1976 in Frankfurt am Main
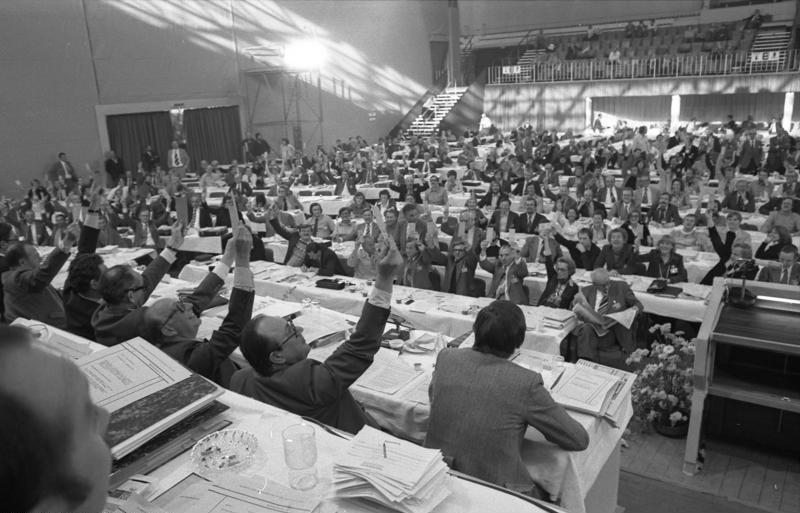
Bundesparteitag 1977 in Kiel
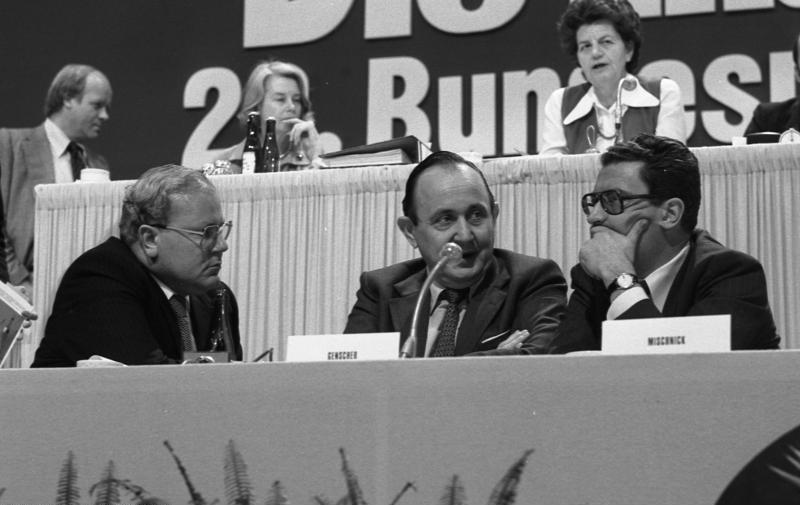
Bundesparteitag 1978 in Mainz: Bangemann, Genscher, Baum
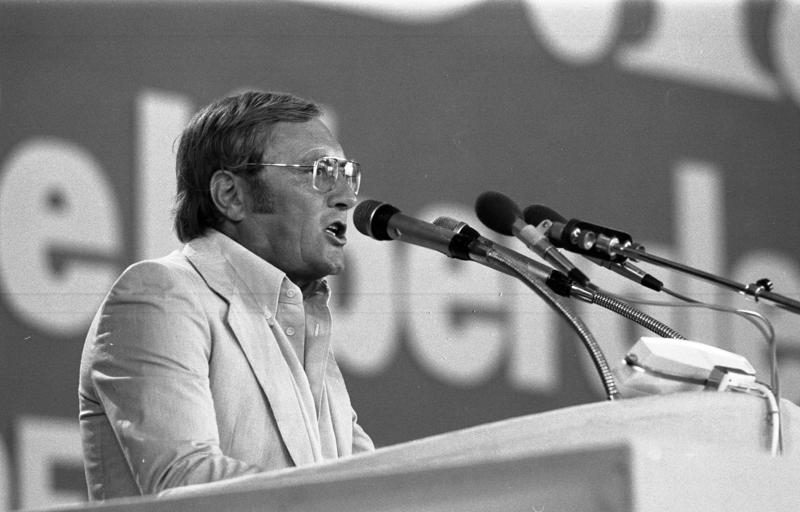
a.o. Bundesparteitag 1980 in Freiburg: Rudolf Augstein
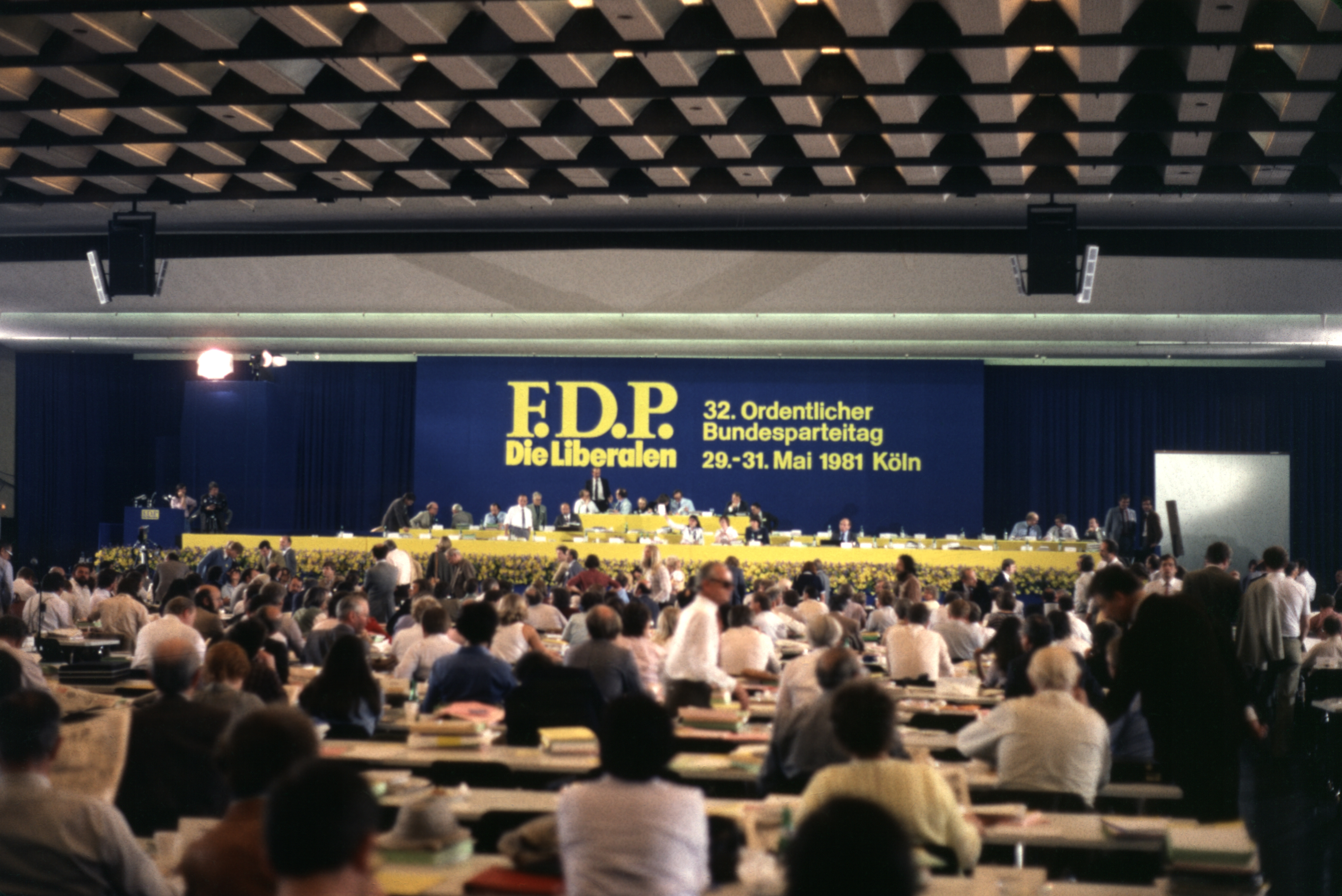
Bundesparteitag 1981 in Köln
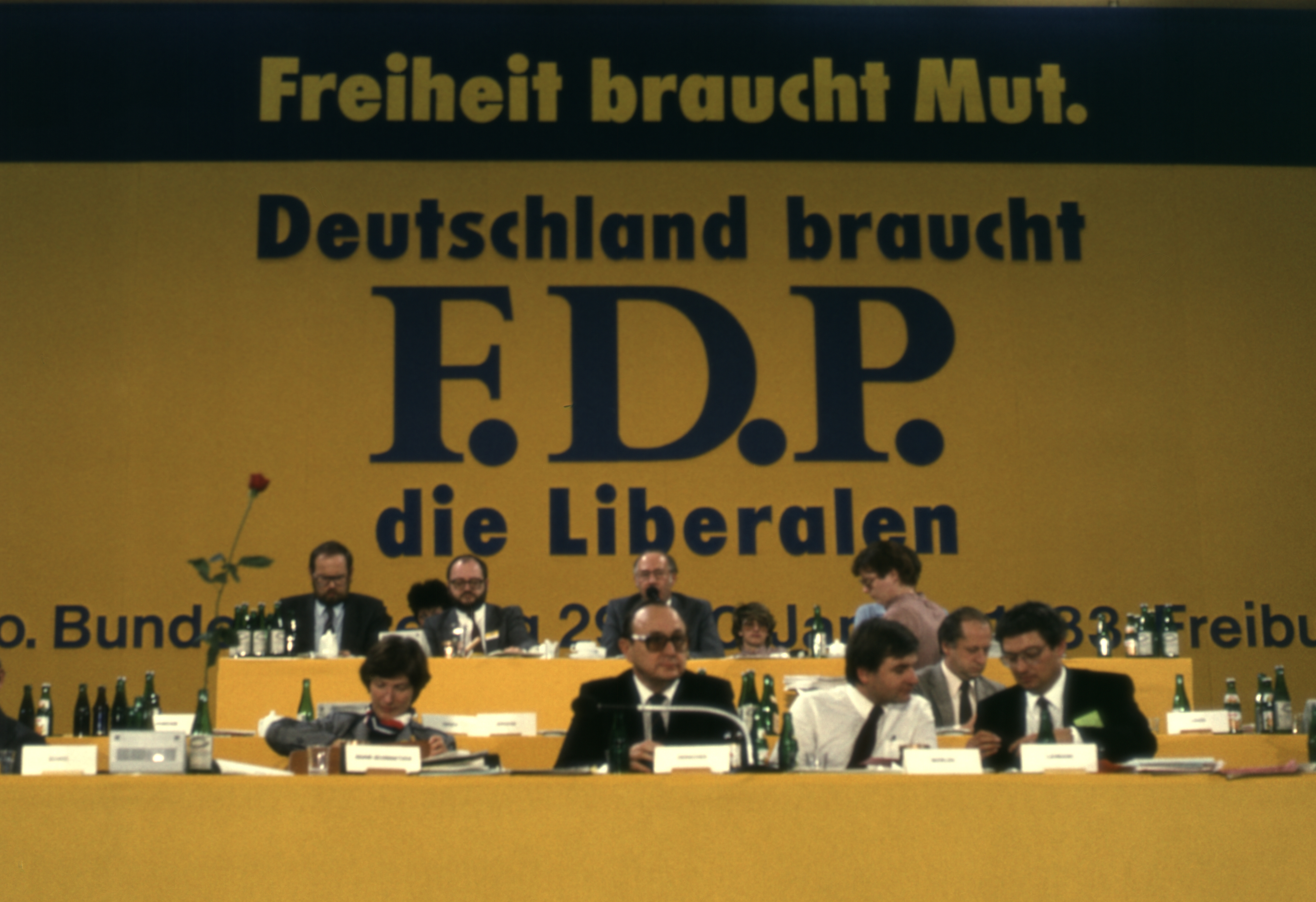
a.o. Bundesparteitag 1983 in Karlsruhe
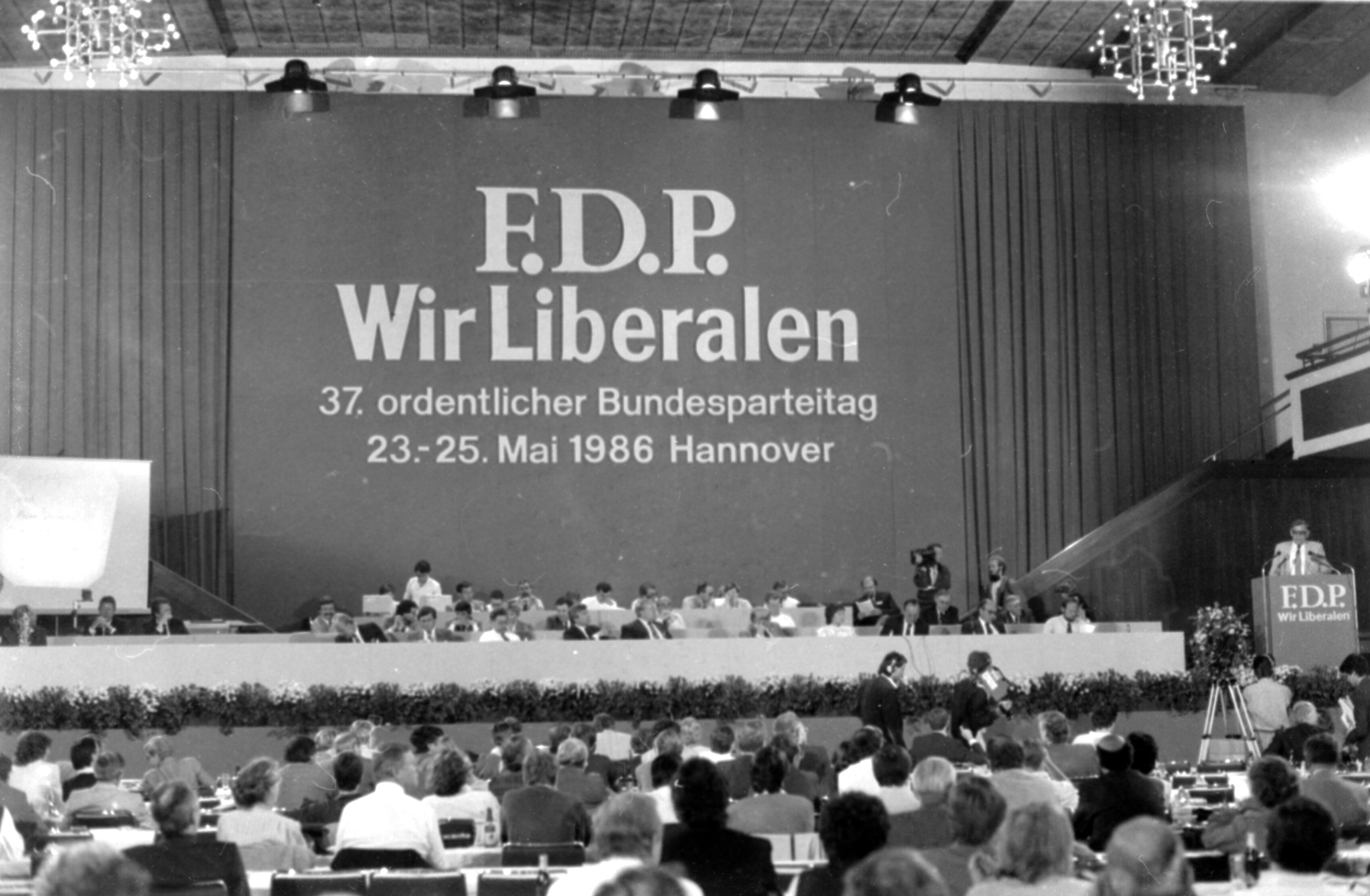
Bundesparteitag 1986 in Hannover
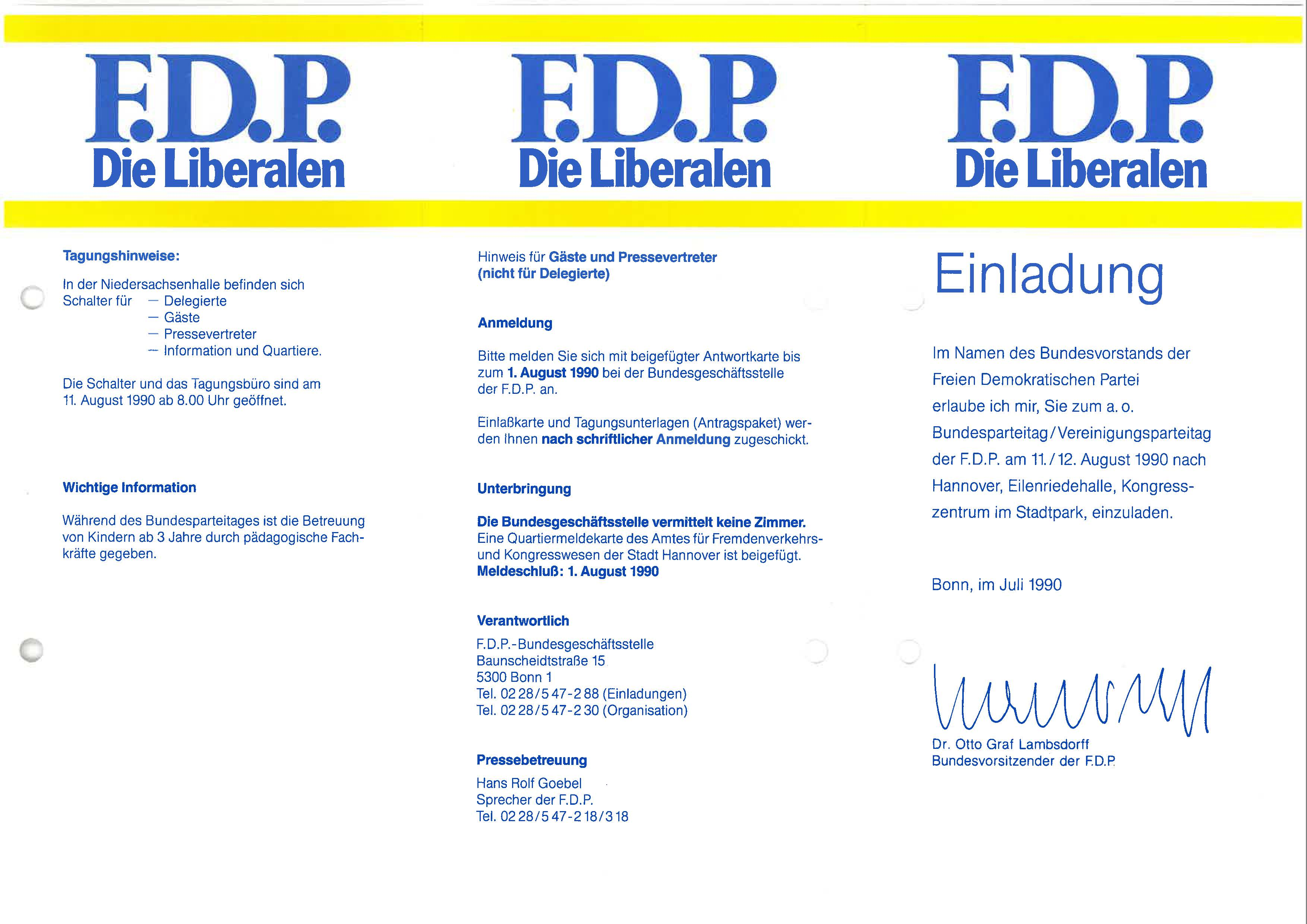
Einladung zum Vereinigungsparteitag 1990 in Hannover
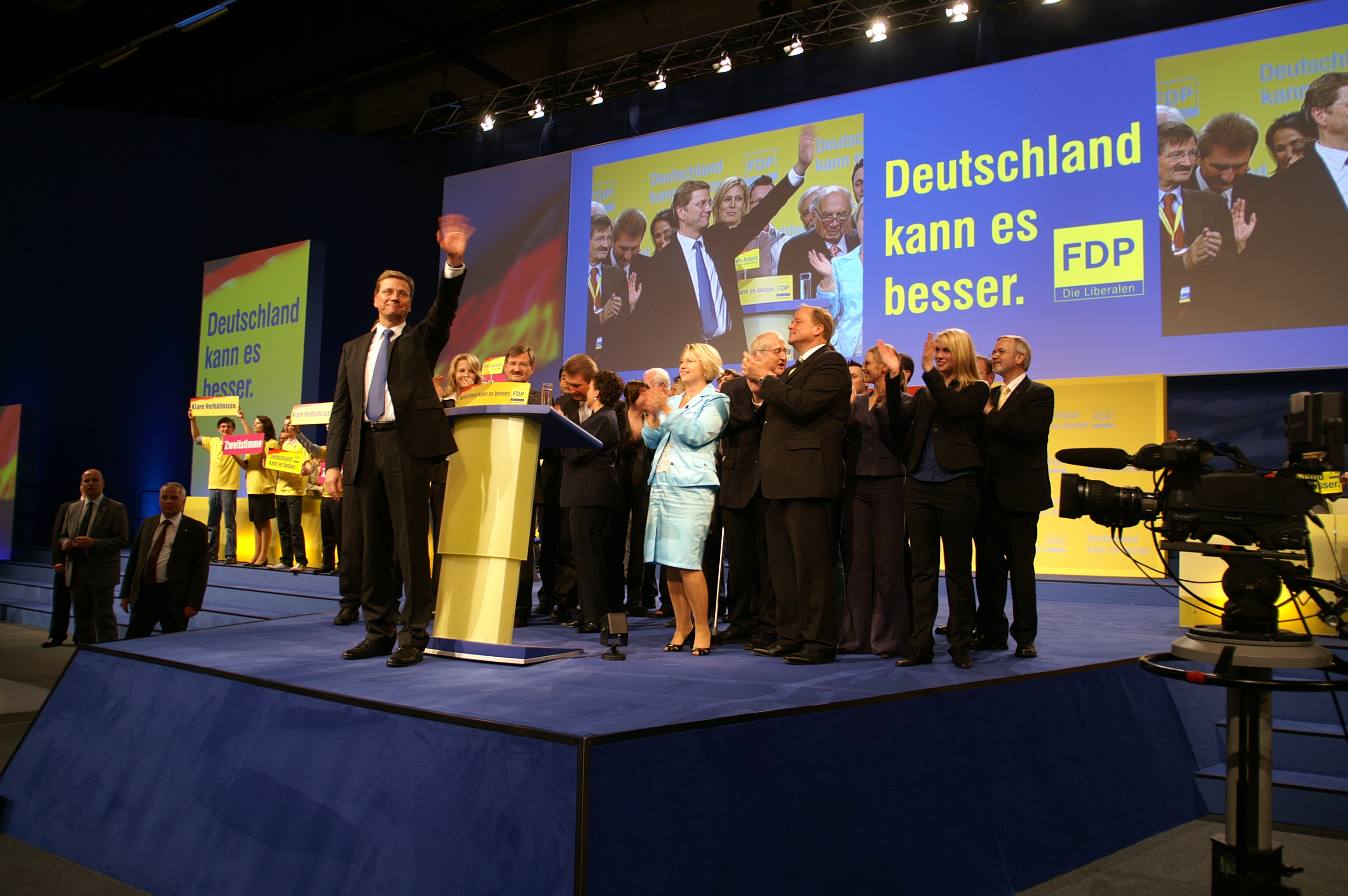
Bundesparteitag 2009 in Hannover
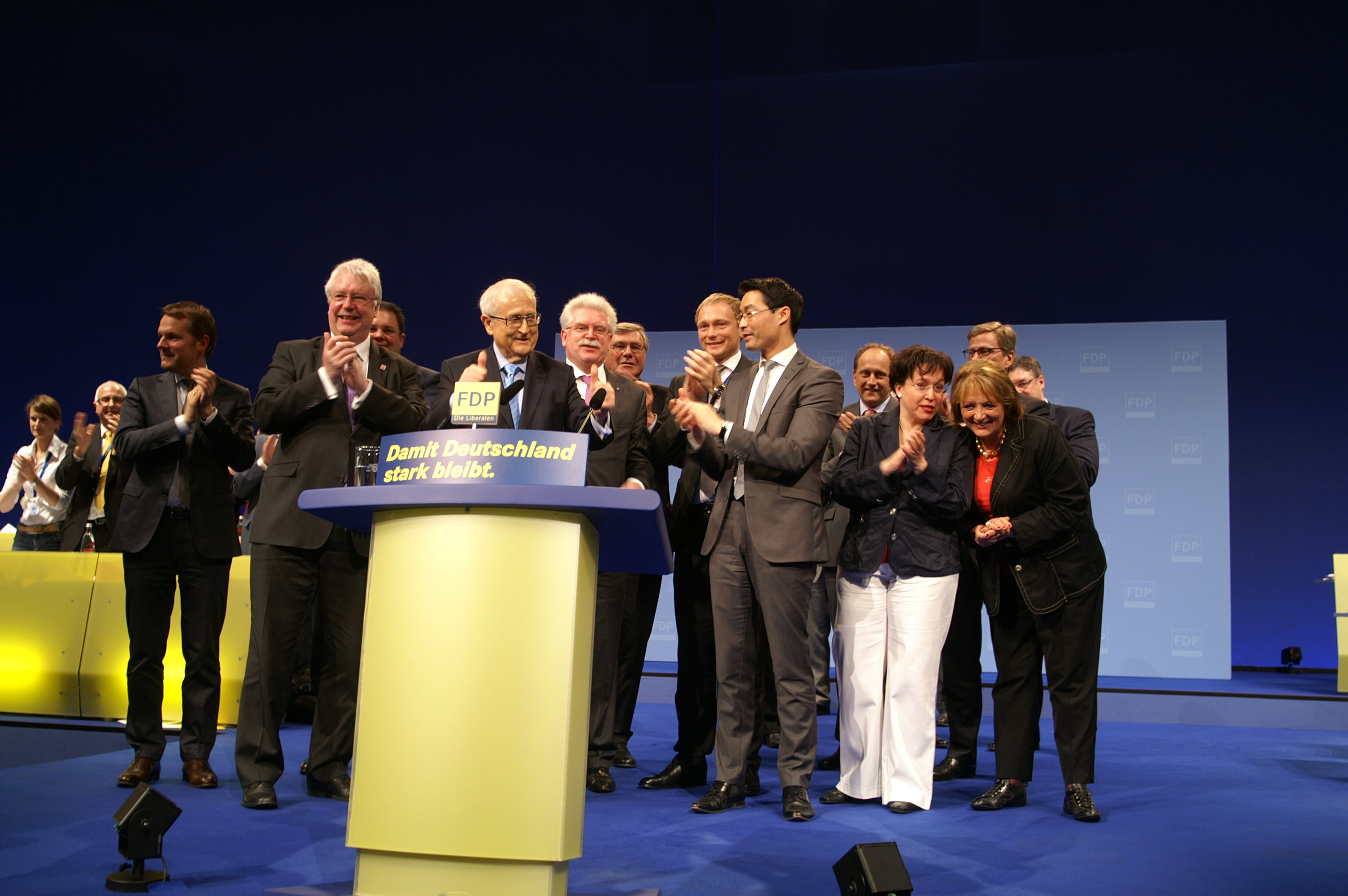
Bundesparteitag 2013 in Berlin
Europatag 2014 in Bonn: Lindner
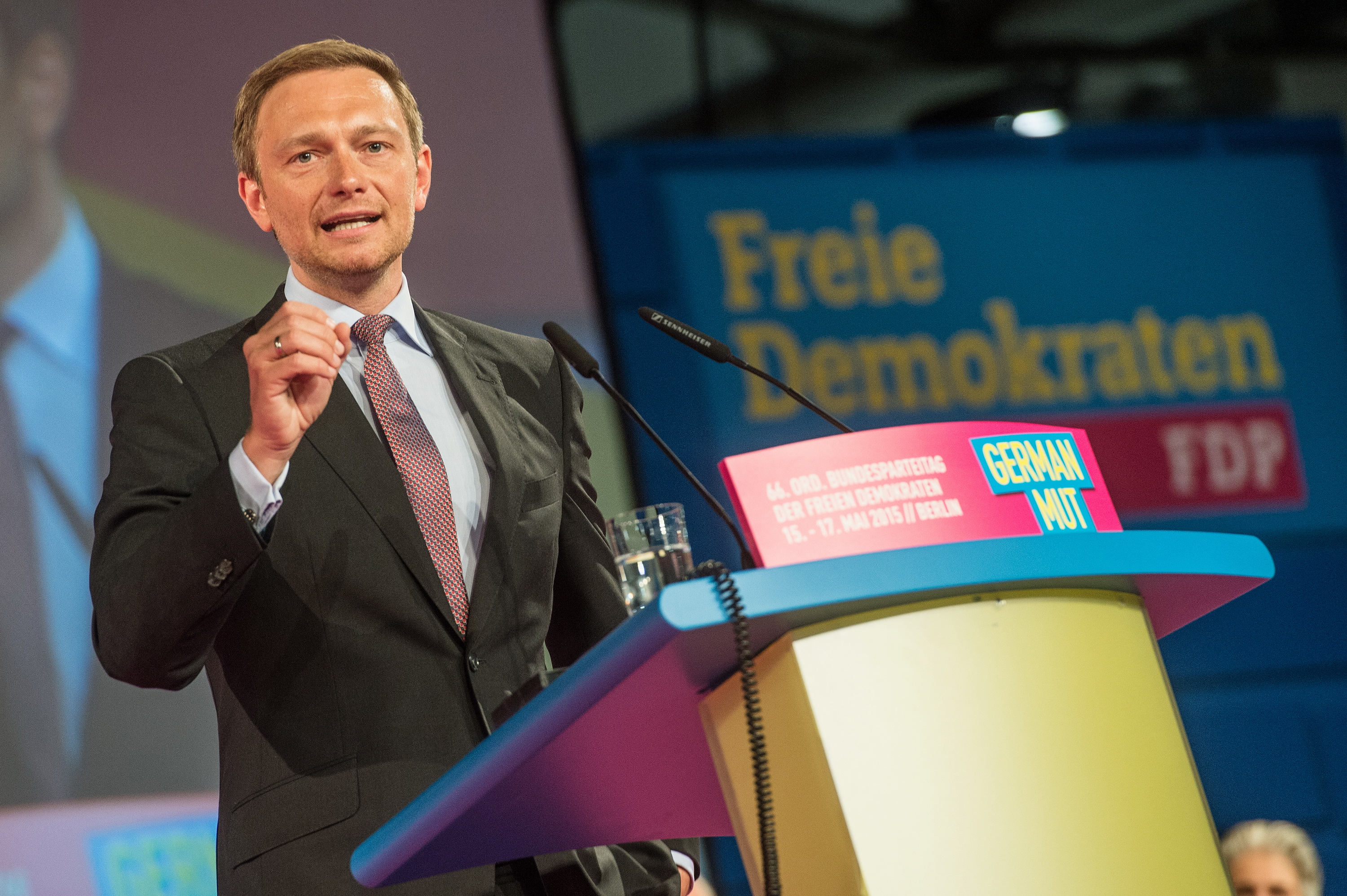
Bundesparteitag 2015 in Berlin: Lindner